# Flugunfall einer Iljuschin Il-18 der Egyptair bei Dschidda 1974
Der Flugunfall einer Iljuschin Il-18 der Egyptair bei Dschidda 1974 ereignete sich auf einem Positionierungsflug der Egyptair am 9. Dezember 1974. Die eingesetzte Maschine des Typs Iljuschin Il-18D geriet dabei kurz nach dem Start außer Kontrolle und stürzte ins Rote Meer, wobei alle neun Insassen starben.

## Maschine
Das Flugzeug war eine im Jahr 1966 gebaute Iljuschin Il-18D mit der Werknummer 186009104 und der Modellseriennummer 091-04, die am 9. Juli 1966 auf die TAROM zugelassen und von dieser mit dem Luftfahrzeugkennzeichen YR-IMK betrieben wurde. Das viermotorige Langstrecken-Passagierflugzeug war mit vier Turboproptriebwerken des Typs Iwtschenko AI-20M ausgestattet. Bis zum Zeitpunkt des Unfalls hatte die Maschine eine Gesamtbetriebsleistung von 13.672 Betriebsstunden absolviert, auf die 5.124 Starts und Landungen (=Flugzyklen) entfielen.

## Insassen
Auf dem Positionierungsflug befand sich lediglich eine neunköpfige Besatzung an Bord. Die Cockpitbesatzung gehörte der TAROM an. Flugkapitän war
Ion Mihai Vasilescu, Erster Offizier war Răzvan Ionescu. Als Navigator war Constantin Duschel und als Flugingenieur Coman Stoia an Bord. Bordfunkerin war Justina Constantinescu, Flugoffizier war
Ion Popescu. Darüber hinaus befanden sich drei Flugbegleiterinnen der Egyptair an Bord.

## Unfallhergang
Die Maschine wurde im Wet-Lease von der TAROM für Egyptair betrieben, um Haddsch-Charterflüge von und nach Dschidda durchzuführen. Die Maschine hob um 19:05 Uhr zu einem Repositionierungsflug nach Kairo ab. Als sich die Maschine zehn Minuten nach dem Start etwa 20 Kilometer nördlich von Dschidda im Anfangssteigflug befand, brach plötzlich der Radar- und Funkkontakt ab. Die Maschine war ins Rote Meer gestürzt.

## Ursache
Die Unfallursache konnte nie ermittelt werden.